# John Cernuto
John Anthony „Miami“ Cernuto (* 10. Januar 1944 in Jersey City, New Jersey; † 10. Februar 2025) war ein professioneller US-amerikanischer Pokerspieler. Er war dreifacher Braceletgewinner der World Series of Poker.

## Persönliches
Bevor er seine Pokerkarriere startete, machte Cernuto an der Florida State University in Tallahassee einen Abschluss als Finanzwissenschaftler. Nach dem Abschluss arbeitete er als Fluglotse. Als der damalige US-Präsident Ronald Reagan die Fluglotsen während eines Streiks 1981 feuerte, machte sich Cernuto das Pokerspiel zum Beruf. Er war verheiratet und Vater zweier Kinder. Sein Sohn Tony hatte ebenfalls an offiziellen Pokerturnieren teilgenommen.

## Pokerkarriere

### Werdegang
Cernuto erreichte bei der World Series of Poker 1989 in Las Vegas seinen ersten Finaltisch in der Variante Seven Card Stud. Mit ihm saßen David Sklansky und Humberto Brenes am Finaltisch und Cernuto erreichte den vierten Platz. Nach fünf weiteren Platzierungen im Preisgeld gewann er 1996 im Seven Card Stud sein erstes Bracelet. Er gewann außerdem 1997 ein Event in No Limit Hold’em und 2002 eines in Limit Omaha, was ihm zwei weitere Bracelets einbrachte. Bei der WSOP 2006 erreichte Cernuto drei Finaltische. Zudem erreichte er einen Finaltisch bei der World Poker Tour. 2005 wurde Cernuto beim Main Event des PokerStars Caribbean Adventure auf den Bahamas Fünfter. Im März 2020 wurde Cernuto, der bei über 550 Pokerturnieren in den Preisgeldrängen landete und damit häufiger als jeder andere Spieler, bei den Global Poker Awards mit dem Hendon Mob Award ausgezeichnet.
Insgesamt hatte sich Cernuto mit Poker bei Live-Turnieren mehr als 6 Millionen US-Dollar erspielt.

### Braceletübersicht
Cernuto kam bei der WSOP 84-mal ins Geld und gewann drei Bracelets:
| Jahr | Buy-in (in $) | Turnier                  | Teilnehmer | Preisgeld (in $) |
| ---- | ------------- | ------------------------ | ---------- | ---------------- |
| 1996 | 1500          | Seven Card Stud High/Low | 245        | 147.000          |
| 1997 | 2000          | No Limit Hold’em         | 355        | 259.150          |
| 2002 | 1500          | Limit Omaha              | 130        | 073.320          |